# Беленький, Станислав Сергеевич
Станислав Сергеевич Беленький (укр. Станіслав Сергійович Біленький; род. 22 августа 1998, Донецк) — украинский футболист, нападающий клуба «Маккаби Нетания». Выступал за молодёжную сборную Украины.

## Клубная карьера
Родился 22 августа 1998 года в Донецке. Начал заниматься футболом в детстве. В семилетнем возрасте попал в академию «Шахтёра», где находился вплоть до достижения 14-летнего возраста. Когда настал момент подписывать контракт с «горняками», он и его родители приняли решение не заключать его, поскольку при появлении возможности перехода в другой клуб, контракт предусматривал большую сумму отступных, которую пришлось бы выплачивать родителям. Кроме того, на тот момент Беленький сломал сначала ногу, а затем руку, поэтому не тренировался около года. За «Шахтёр» в 2011 году успел сыграть двух матчах детско-юношеской футбольной лиге Украины, в которых забил два гола.
В 2012 году Беленький перешёл в академию другого донецкого клуба — «Олимпика». С 2012 по 2014 год он сыграл в 38 матчах ДЮФЛ, забив при этом 3 гола. В сезоне 2015/16 дебютировал в чемпионатах Украины среди юношеских и молодёжных команд. В январе 2015 года участвовал на Мемориале Макарова. По итогам сезона 2016/17 Беленький стал лучшим бомбардиром молодёжного первенства с 16 забитыми голами.
Дебют в основном составе «Олимпика» в рамках Премьер-лиги Украины состоялся 31 мая 2017 года в матче против луганской «Зари» (0:2). В следующем сезоне Беленький сумел закрепиться в основном составе донецкой команды. 27 июля 2017 года молодой нападающий дебютировал в еврокубках в рамках квалификации Лиги Европы против греческого ПАОКа, сумев отличится забитым голом, что позволило команде сыграть вничью (1:1). Данный мяч стал первым в истории «Олимпика» в еврокубках турнирах. В ответном матче «Олимпик» уступил со счётом (0:2) и вылетел из Лиги Европы. К декабрю 2017 года Беленький имел в своём активе четыре гола в чемпионате Украины и один гол в еврокубках, что позволило ему войти в список шести лучших бомбардиров в возрасте до 20 лет среди европейских команд. На зимних тренировочных сборах 2018 года Беленький отличился восемью забитыми голами, что стало лучшим результатом среди всех команд чемпионата Украины. По итогам сезона Беленький с 6 забитыми мячами стал лучшим бомбардиром команды в Премьер-лиге.
Летом 2018 года подписал контракт со словацким клубом ДАК 1904. В чемпионате Словакии дебютировал 19 августа 2018 года в матче против «Тренчина» (3:3). Беленький не имел достаточно игровой практики в течение года, поэтому летом 2019 года согласился уйти в аренду в польский «Заглембе» из Сосновца, который вылетел из Экстракласы в Первую лигу. Арендное соглашение было рассчитано на один год.
Спустя полгода, в январе 2020 года, Беленький перешёл в полуторагодичную аренду во львовский «Рух» из Первой лиги Украины. По итогам сезона 2019/20 «Рух» занял второе место в Первой лиге и вышел в Премьер-лигу Украины.
В феврале 2021 года на правах аренды стал игроком белорусского клуба «Динамо-Брест».

## Карьера в сборной
Дебют в составе юношеской сборной Украины (до 19 лет) состоялся Украины 2 марта 2017 года в товарищеской игре против Израиля (0:1). В рамках квалификации на чемпионат Европы 2017 года сыграл одну игру.
Под руководством Александра Головко сыграл в пяти играх молодёжной сборной Украины (до 21 года) в отборе на чемпионат Европы 2019 года, сумев отличится в матче против Андорры.

## Достижения
- Серебряный призёр Первой лиги Украины: 2019/20

## Статистика
| Сезон   | Клуб             | Лига                 | Чемпионат | Чемпионат | Кубок | Кубок | Еврокубки | Еврокубки | U-21 | U-21 | U-19 | U-19 |
| Сезон   | Клуб             | Лига                 | Игры      | Голы      | Игры  | Голы  | Игры      | Голы      | Игры | Голы | Игры | Голы |
| ------- | ---------------- | -------------------- | --------- | --------- | ----- | ----- | --------- | --------- | ---- | ---- | ---- | ---- |
| 2015/16 | Олимпик (Донецк) | Премьер-лига Украины |           |           |       |       | —         | —         | 9    | 0    | 25   | 7    |
| 2016/17 | Олимпик (Донецк) | Премьер-лига Украины | 1         | 0         |       |       | —         | —         | 28   | 16   | 15   | 9    |
| 2017/18 | Олимпик (Донецк) | Премьер-лига Украины | 31        | 6         | 1     | 0     | 2         | 1         |      |      |      |      |
| 2018/19 | Олимпик (Донецк) | Премьер-лига Украины | 2         | 0         |       |       |           |           |      |      |      |      |
| 2018/19 | ДАК 1904         | Чемпионат Словакии   | 8         | 1         | 2     | 0     |           |           |      |      |      |      |
| 2019/20 | Заглембе         | Первая лига Польши   | 18        | 2         | 1     | 0     |           |           |      |      |      |      |
| 2019/20 | Рух (Львов)      | Первая лига Украины  | 5         | 0         |       |       |           |           |      |      |      |      |
| 2020/21 | Рух (Львов)      | Премьер-лига Украины | 0         | 0         |       |       |           |           |      |      |      |      |
| 2021    | Динамо-Брест     | Высшая лига          | 27        | 13        | 2     | 0     | 2         | 1         |      |      |      |      |